# Nantes Challenger
Il Nantes Challenger è stato un torneo professionistico di tennis giocato su campi in cemento indoor. Faceva parte dell'ATP Challenger Series. Si giocava annualmente a Nantes in Francia.

## Albo d'oro

### Singolare
| Anno | Campione        | Finalista     | Punteggio     |
| ---- | --------------- | ------------- | ------------- |
| 1994 | Jim Grabb       | Anders Järryd | 6-2, 3-6, 6-1 |
| 1995 | Guillaume Raoux | Jeff Tarango  | 6-2, 7-5      |

### Doppio
| Anno | Campioni                         | Finalisti                   | Punteggio     |
| ---- | -------------------------------- | --------------------------- | ------------- |
| 1994 | Olivier Delaître Guillaume Raoux | Dick Norman Greg Rusedski   | 6–4, 7–6      |
| 1995 | Kent Kinnear Sébastien Lareau    | Nicola Bruno Chris Woodruff | 6–2, 3–6, 7–6 |